# Miracles (Someone Special)
 (octobre 2017).
Si vous disposez d'ouvrages ou d'articles de référence ou si vous connaissez des sites web de qualité traitant du thème abordé ici, merci de compléter l'article en donnant les références utiles à sa vérifiabilité et en les liant à la section « Notes et références ».
Miracles (Someone Special) est une chanson du groupe Coldplay sortie le 14 juillet 2017, et présente sur l'EP Kaleidoscope.
Il s'agit d'une collaboration avec le rappeur américain Big Sean.
La chanson cite des figures célèbres comme sources de motivation et d'inspiration dans la vie : Mahomet, Gandhi, Mohamed Ali, Nelson Mandela ou encore Rosa Parks.